# Landtagswahlkreis Dahme-Spreewald I
Der Wahlkreis Dahme-Spreewald I (Wahlkreis 26) ist ein Landtagswahlkreis im Landkreis Dahme-Spreewald in Brandenburg. Er umfasst die Städte Mittenwalde und Wildau sowie die Gemeinden Bestensee, Eichwalde, Schönefeld, Schulzendorf und Zeuthen. Wahlberechtigt waren bei der letzten Landtagswahl 56.122 Einwohner.

## Landtagswahl 2024
Bei der Landtagswahl 2024 wurde Tina Fischer (SPD) im Wahlkreis direkt gewählt. Die weiteren Ergebnisse:
| Gegenstand der Nachweisung | Gegenstand der Nachweisung | Erst- stimmen | Erst- stimmen | Zweit- stimmen | Zweit- stimmen |
| Bewerber                   | Partei                     | Anzahl        | %             | Anzahl         | %              |
| -------------------------- | -------------------------- | ------------- | ------------- | -------------- | -------------- |
| Wahlberechtigte            | Wahlberechtigte            | 60.016        | 60.016        | 60.016         | 60.016         |
| Wählende                   | Wählende                   | 43.386        | 72,3 %        | 43.386         | 72,3 %         |
| Ungültige Stimmen          | Ungültige Stimmen          | 523           | 1,2 %         | 313            | 0,7 %          |
| Gültige Stimmen            | Gültige Stimmen            | 42.863        | 98,8 %        | 43.073         | 99,3 %         |
| davon                      |                            |               |               |                |                |
| Tina Fischer               | SPD                        | 15.630        | 36,5 %        | 14.088         | 32,7 %         |
| Jan Schenk                 | AfD                        | 12.285        | 28,7 %        | 11.365         | 26,4 %         |
| Björn Lakenmacher          | CDU                        | 7.355         | 17,2 %        | 5.802          | 13,5 %         |
| Andrea Lübcke              | GRÜNE                      | 1.434         | 3,3 %         | 1.896          | 4,4 %          |
| Claudia Mollenschott       | Die Linke                  | 1.868         | 4,4 %         | 1.159          | 2,7 %          |
| Dirk Knuth                 | BVB/FW                     | 3.180         | 7,4 %         | 1.133          | 2,6 %          |
| Dirk Thomas Wagner         | FDP                        | 528           | 1,2 %         | 429            | 1,0 %          |
| –                          | Tierschutzpartei           | -             | -             | 1.102          | 2,6 %          |
| Guido Körber               | Plus (Piraten, ÖDP, Volt)  | -             | -             | 381            | 0,9 %          |
| –                          | BSW                        | -             | -             | 5.341          | 12,4 %         |
| –                          | III. Weg                   | -             | -             | 51             | 0,1 %          |
| –                          | DKP                        | 226           | 0,5 %         | 51             | 0,1 %          |
| –                          | DLW                        | -             | -             | 146            | 0,3 %          |
| –                          | WU                         | -             | -             | 129            | 0,3 %          |
| EB Schamberger             | –                          | 357           | 0,8 %         | -              | -              |

## Landtagswahl 2019
Bei der Landtagswahl 2019 wurde Tina Fischer (SPD) im Wahlkreis direkt gewählt. Die weiteren Ergebnisse:
| Direktkandidat       | Partei           | Erststimmen in % | Zweitstimmen in % |
| -------------------- | ---------------- | ---------------- | ----------------- |
| Tina Fischer         | SPD              | 28,8             | 25,7              |
| Björn Lakenmacher    | CDU              | 16,9             | 15,3              |
| Claudia Mollenschott | Die Linke        | 10,3             | 10,2              |
| Dennis Hohloch       | AfD              | 21,1             | 21,4              |
| Sabine Freund        | GRÜNE            | 11,1             | 13,0              |
| Annette Lehmann      | BVB/FW           | 8,2              | 5,6               |
| –                    | PIRATEN          | –                | 0,7               |
| Felix Schäfer        | FDP              | 3,4              | 4,1               |
| –                    | ÖDP              | –                | 0,6               |
| –                    | Tierschutzpartei | –                | 3,0               |
| –                    | V-Partei³        | –                | 0,3               |
| Thomas Münzberg      | DKP              | 0,3              | –                 |

## Landtagswahl 2014
Bei der Landtagswahl 2014 wurde Tina Fischer im Wahlkreis direkt gewählt. Die weiteren Wahlkreisergebnisse:
| Direktkandidat    | Partei    | Erststimmen in % | Zweitstimmen in % |
| ----------------- | --------- | ---------------- | ----------------- |
| Tina Fischer      | SPD       | 30,1             | 26,6              |
| Robert Seelig     | Die Linke | 19,4             | 18,9              |
| Björn Lakenmacher | CDU       | 24,4             | 22,6              |
| Benjamin Raschke  | GRÜNE     | 6,5              | 8,0               |
| Georg Binder      | FDP       | 1,0              | 1,1               |
| Frank Knuffke     | NPD       | 2,9              | 2,3               |
| Lutz Rehfeldt     | BVB/FW    | 5,2              | 4,8               |
|                   | REP       |                  | 0,2               |
|                   | DKP       |                  | 0,3               |
| Steffen Kotré     | AfD       | 10,5             | 13,3              |
|                   | PIRATEN   |                  | 1,9               |

## Landtagswahl 2009
Bei der Landtagswahl 2009 wurde Tina Fischer im Wahlkreis direkt gewählt.
Die weiteren Wahlkreisergebnisse:
| Direktkandidat     | Partei              | Erststimmen in % | Zweitstimmen in % |
| ------------------ | ------------------- | ---------------- | ----------------- |
| Tina Fischer       | SPD                 | 33,3             | 32,2              |
| Herbert Burmeister | Die Linke           | 27,0             | 25,6              |
| Björn Lakenmacher  | CDU                 | 21,8             | 20,8              |
| -                  | DVU                 | -                | 00,4              |
| Wolf Carius        | GRÜNE               | 06,9             | 07,0              |
| Georg Binder       | FDP                 | 05,4             | 07,5              |
| -                  | 50 Plus             | -                | 00,4              |
| -                  | DKP                 | -                | 00,1              |
| -                  | REP                 | -                | 00,2              |
| -                  | Die-Volksinitiative | -                | 00,2              |
| Frank Knuffke      | NPD                 | 03,4             | 03,1              |
| -                  | RRP                 | -                | 00,5              |
| Horst Schulz       | Freie Wähler        | 02,1             | 01,8              |

## Landtagswahl 2004
Die Landtagswahl 2004 hatte folgendes Ergebnis:
| Direktkandidat      | Partei          | Erststimmen in % | Zweitstimmen in % |
| ------------------- | --------------- | ---------------- | ----------------- |
| Tina Fischer        | SPD             | 29,6             | 30,6              |
| Joachim Kolberg     | CDU             | 22,5             | 20,5              |
| Werner Koch         | PDS             | 28,9             | 26,1              |
| –                   | DVU             | –                | 04,1              |
| Werner Brömme       | GRÜNE           | 06,2             | 05,0              |
| Ottomar Kretzulesco | FDP             | 05,0             | 03,1              |
| Lutz Krause         | AfW             | 06,0             | 01,9              |
| –                   | AUB-Brandenburg | –                | 03,4              |
| –                   | DKP             | –                | 00,2              |
| –                   | GRAUE           | –                | 01,3              |
| –                   | FAMILIE         | –                | 01,9              |
| –                   | 50 Plus         | –                | 00,5              |
| –                   | JA              | –                | 00,3              |
| René Riwoldt        | Offensive D     | 01,8             | 00,6              |
| –                   | BRB             | –                | 00,4              |